# Conserves de roses de Provins
Les conserves de roses de Provins (conserva Rosae Rubra), étaient une préparation médicinale de la famille des conserves, remèdes apparentés aux électuaires du point de vue de leur consistance, et à base de roses de Provins en France. Elle était citée au pluriel par exemple dans la pharmacopée maritime occidentale au XVIIIe siècle .
Elles étaient composées selon l'ouvrage de Dorvault (1875) de :
- roses rouges pulvérisées : 50 g ;
- eau de rose : 100 g ;
- sucre pulvérisé : 400 g.

Dorvault indique comme mode opératoire : « On délaie la poudre de rose dans l'eau, puis on laisse en contact pendant deux heures avant d'ajouter le sucre afin d'obtenir un mélange homogène ». Il explique : « La propriété majeur des roses de Provins est son pouvoir astringent dû, on le sait maintenant, au quercitrin et au tanin. Les conserves de cette plante étaient surtout employées comme excipient des pilules. »
Le but des conserves étant de faire subir à la plante le minimum de traitements permettant sa conservation tout en lui donnant une forme propre à sa consommation, Maistral (1770) donne le procédé élémentaire s'appliquant aux plantes en général : « [...] il faut piler les plantes, les passer par un tamis de crin pour en tirer la pulpe et mêler cette pulpe à une suffisante quantité de sucre plus ou moins proportionnée à l'âcreté, l'acquosité ou la succulence de la plante. »